# Parasyntormon hendersoni
Parasyntormon hendersoni är en tvåvingeart som beskrevs av Hamrston och Frank Hall Knowlton 1939. Parasyntormon hendersoni ingår i släktet Parasyntormon och familjen styltflugor.
Artens utbredningsområde är Utah. Inga underarter finns listade i Catalogue of Life.